# St.-Nicolai-Kirche (Tornitz)

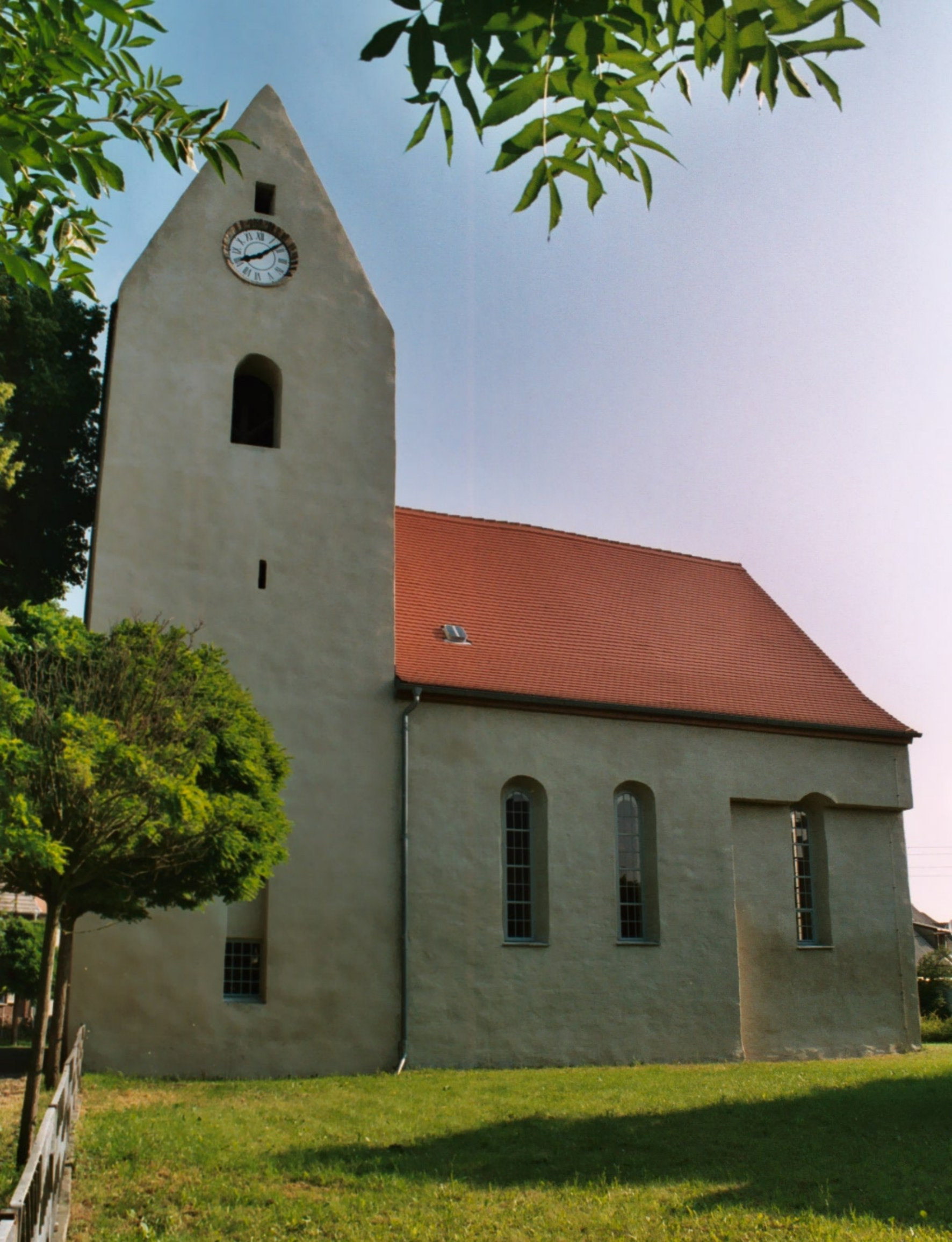
Südansicht (2004)

Die romanische St.-Nicolai-Kirche im Barbyer Stadtteil Tornitz ist die älteste Kirche im Elbe-Saale-Winkel. Sie gehört zum Pfarrbereich Barby im Kirchenkreis Egeln der Evangelischen Kirche in Mitteldeutschland.

## Beschreibung
Der älteste Teil der Kirche ist ihr Turm, der mit seinen dicken Bruchsteinmauern, dem Satteldach und den kleinen, schmalen Fenstern kennzeichnend für ein romanisches Bauwerk ist. Das ursprünglich angefügte gleichbreite Langhaus wurde im 19. Jahrhundert nach Norden verbreitert, so dass der Turm anschließend nicht mehr in der Mitte der Gebäudeachse stand. Turm und Schiff sind mit einem ziegelgedeckten Satteldach versehen, in der Süd- und Ostfassade sind langgestreckte Rundbogenfenster eingelassen. An der südlichen Wand sind Spuren des ehemaligen Portals zu sehen.
Das Innere des Kirchenschiffs wird von einer flachen Holzbalkendecke abgeschlossen, die von einer schlanken Mittelstütze getragen wird. Die ursprüngliche Bemalung ist noch teilweise vorhanden.
In den 1970er Jahren wurde der Innenraum der Kirche vollkommen umgestaltet. Die zweistöckigen Seitenemporen wurden abgerissen, nur die Westempore blieb erhalten. Sie ist mit einer Fensterwand verkleidet und trägt eine nicht mehr funktionsfähige Orgel aus der Rühlmann-Werkstatt aus dem Jahr 1882 mit acht Registern auf einem Manual und Pedal. Altar und Taufstein stammen aus der Zeit des Umbaus, wobei der Altar untypisch an die Nordwand gestellt wurde. Entsprechend stehen auch die Kirchenbänke mit Sichtrichtung nach Norden.
Von der ursprünglichen Einrichtung sind ein Rest des romanischen Taufsteins im Turmuntergeschoss und das neugotische Altarbild an der Ostwand vorhanden. Vom ehemaligen Turmgeläut ist nur eine Glocke erhalten.